# أمريكا المفتوحة 1979 (كرة مضرب)
قائمة بالأبطال في بطولة 1979 أمريكا المفتوحة:

## الكبار

### فردي رجال
جون ماكإنرو هزم  فيتاس غيرولايتيس ، 7-5, 6-3, 6-3